# میلان آکوآه
میلان آکوآه (انگلیسی: Milan Acquaah؛ زادهٔ ۲۲ دسامبر ۱۹۹۷) بازیکن بسکتبال اهل ایالات متحده آمریکا است.